# Beilschmiedia robertsonii
Beilschmiedia robertsonii är en lagerväxtart som beskrevs av James Sykes Gamble. Beilschmiedia robertsonii ingår i släktet Beilschmiedia och familjen lagerväxter. Inga underarter finns listade i Catalogue of Life.